# Elektrická jednotka 665
Elektrické jednotky řady 665 s určením pro osobní železniční meziměstskou i mezinárodní dopravu byly vyrobeny čínským koncernem CRRC na objednávku společnosti Leo Express, která jim také dala obchodní značku Sirius.

## Historie
Společnost Leo Express (LE) měla u čínské lokomotivky CRRC od roku 2016 objednané tři elektrické jednotky, na dalších 27 jednotek měla opci v celkové hodnotě okolo 5 miliard Kč. Plánovala je nasadit jak na své komerční rychlíky z Prahy do Ostravy, Krakova a Košic, tak i na tratě z Prahy do Plzně či Ústí nad Labem a Děčína nebo do Přerova s pokračováním do Břeclavi a Bratislavy, kde se ucházela o provozování rychlíků objednávaných Ministerstvem dopravy České republiky. Dvě jednotky dopravil výrobce v rozloženém stavu lodí přes německý Bremerhaven a po sestavení je převezl na zkušební okruh v Cerhenicích na podzim roku 2019, třetí zůstala ve výrobním závodě lokomotivky v Ču-čou. Kupní smlouva byla ze strany LE vypovězena na jaře 2022, ještě před dokončením protahujících se schvalovacích zkoušek – krátce po tom, co do Leo Expressu kapitálově vstoupily španělské společnosti Renfe a CAF.
Jelikož šlo o první nově vyrobený čínský vlak dodaný do Evropy, a prioritou výrobce bylo získání homologace typu pro české a později i evropské koleje, pokračoval ve zkouškách ve vlastní režii (pod řízením své evropské dceřiné společnosti CRRC ZELC Verkehrstechnik). Na dalším provozu se dohodl se společností RegioJet. Zkušební provoz na veřejné síti Správy železnic bez cestujících vlak absolvoval v lednu 2024 v úseku Přerov–Otrokovice, poté s cestujícími na lince R23 mezi Ústím nad Labem a Kolínem, kde jednotka 002 mezi únorem a květnem 2024 najezdila Drážním úřadem požadovaných 50 tisíc km, poté byly obě jednotky dočasně odstaveny. Ještě koncem května 2024 byly vykonány provozní zkoušky pro schválení k provozu na slovenské síti na trati Bratislava hl. st. – Dubnica nad Váhom. V červnu 2024 proběhly zkoušky provozu pod dohledem ETCS na úseku Uničov – Olomouc – Červenka. V září 2024 došlo mezi CRRC a RegioJetem k dohodě o dalším provozu všech tří jednotek formou pětiletého pronájmu, zatím ve zkušebním režimu. Očekávalo se, že jednotky budou pro provoz v Česku definitivně schváleny v roce 2025. Třetí jednotka byla do Česka dodána v závěru roku 2024 a v provozu s cestujícími se na lince R23 poprvé objevila v dubnu 2025.

## Technické provedení
Souprava je dvousystémová (25 kV/50 Hz a 3 kV/ss), s maximální rychlostí 160 km/h, při rozjezdu dosahuje max. zrychlení 0,8 m/s. Vybavena je jednotným evropským zabezpečovačem ETCS. Inteligentní řídicí systém zahrnuje mj. funkce automatického probuzení a zaparkování, cílového brzdění; umožňuje přizpůsobení různým provozním režimům. Vlak se skládá ze šesti částí. Hlavové sekce mají délku 22 m, vložené 16,8 m, celková délka je 111,2 m. Jejich hliníkové skříně jsou uloženy na sedmi dvounápravových podvozcích o rozvoru 2,3 m; hnacími jsou oba krajní, vnitřní nosné kloubové podvozky pak jsou společné vždy dvěma sousedním sekcím. Nápravový tlak plně obsazené soupravy je u hnacích podvozků až 19 t, u běžných až 18 t. Nástup do vlaku je možný pěticí centrálně ovládaných dveří o šíři jen 1 m po každé straně jednotky.
Na návrhu interiéru se, stejně jako na původním vnějším barevném designu jednotky, podílel Leo Express. Vybaven je klimatizací, zásuvkami USB, 230 V ~ i wifi. Je částečně nízkopodlažní, velkoprostorový, se 314 místy k sezení, z toho 40 je v první/obchodní třídě. Uspořádání sedadel v oddílech obchodní třídy umístěných za kabinou strojvedoucího v hlavovém dílu je 1+1, ve druhé třídě převážně 2+2. Zvláštností je dalších celkem 24 "polosedadel ke stání" ve dvou vozech 2.třídy, když 3 řady těchto míst zabírají prostor 2 řad míst k sezení. Podle představy designera by měly zvýšit využitelnost spoje na frekventovaných spojích s častými zastávkami tím, že budou plnit funkci jakýchsi "míst u baru", určených k čekání, než se pro nově nastoupivšího cestujícího uvolní regulérní místo k sezení.

## Fotogalerie

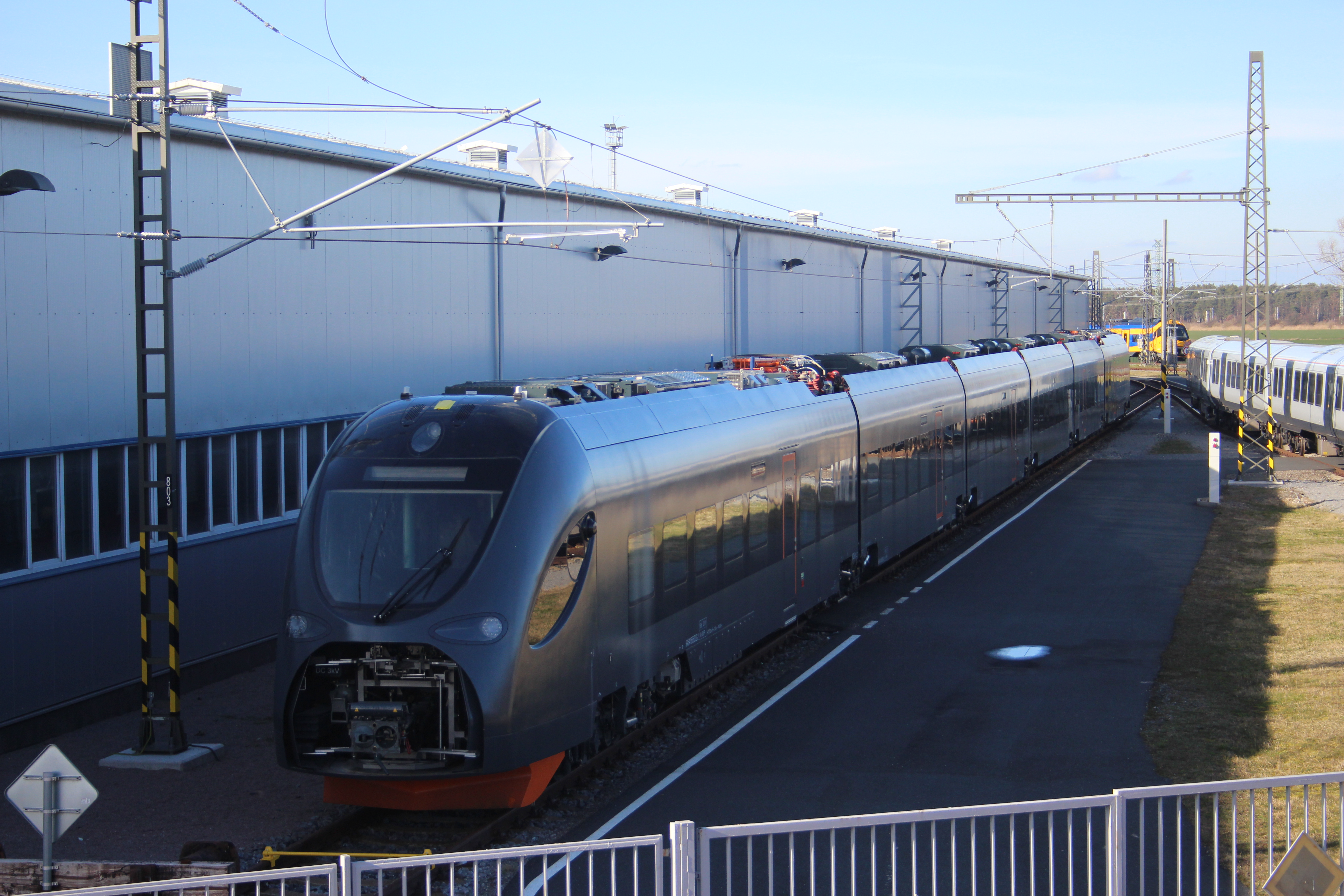
Jednotka 665.001 v areálu testovacího okruhu ve Velimi, březen 2020
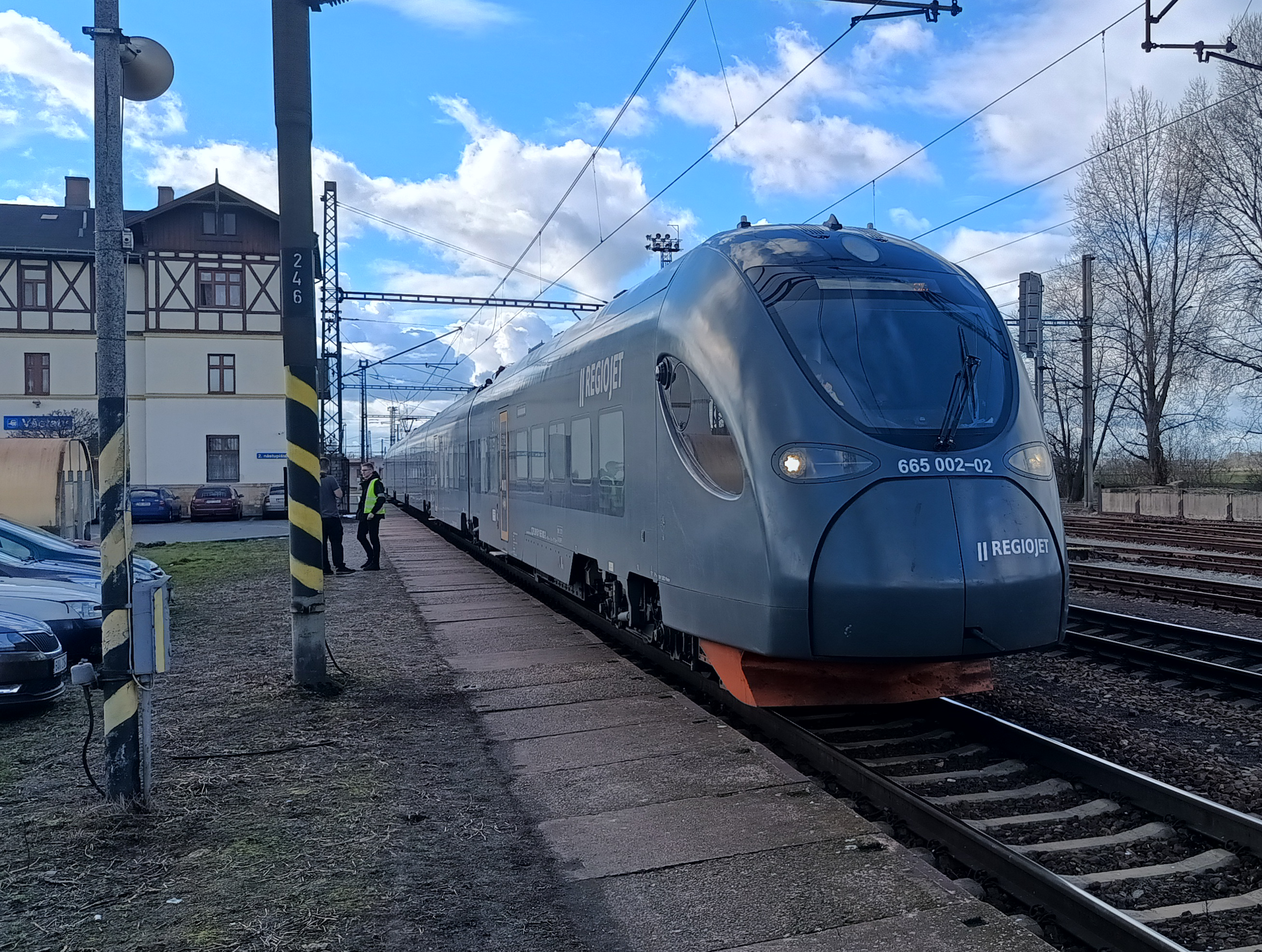
Jednotka 665.002 ve stanici Všetaty během zkušebního provozu s cestujícími ve službách Regiojetu, jaro 2024
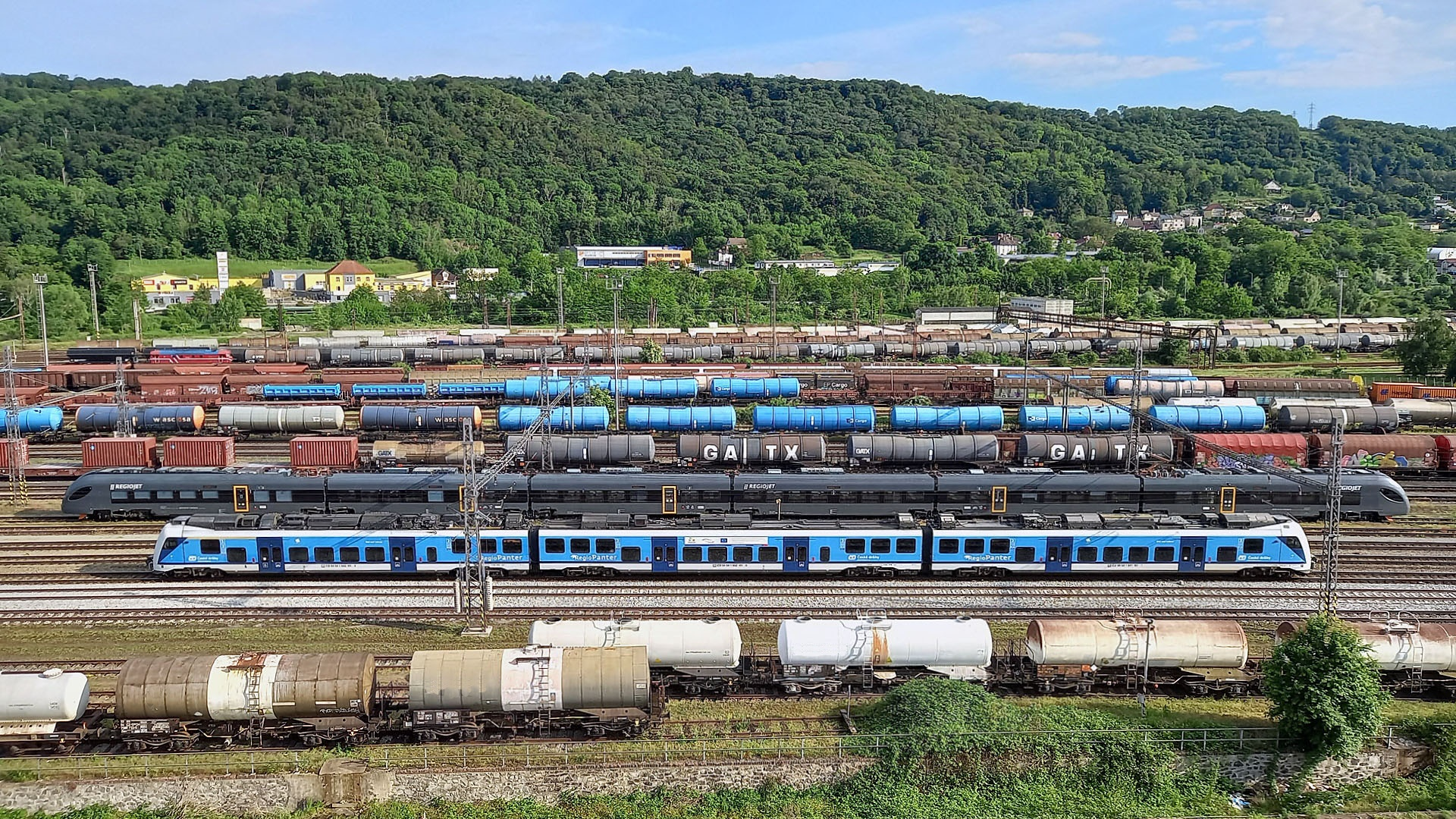
Srovnání jednotek RegioPanter a Sirius
Jednotka 665.001 v novém polepu v Lysé nad Labem